# Feaelloidea
Feaelloidea es una superfamilia de pseudoscorpiones que comprende dos familias, la Feaellidae con solo un género, y la Pseudogarypidae con dos.